# Grundvattnet (Håbols socken, Dalsland)
Grundvattnet är en sjö i Dals-Eds kommun i Dalsland och ingår i Göta älvs huvudavrinningsområde. Sjön har en area på 0,121 kvadratkilometer och ligger 160,7 meter över havet. Sjön avvattnas av vattendraget Årbolsälven (Gottarsbyälven).

## Delavrinningsområde
Grundvattnet ingår i det delavrinningsområde (655744-128167) som SMHI kallar för Ovan 655937-128371. Medelhöjden är 184 meter över havet och ytan är 6,54 kvadratkilometer. Det finns inga avrinningsområden uppströms utan avrinningsområdet är högsta punkten. Årbolsälven (Gottarsbyälven) som avvattnar avrinningsområdet har biflödesordning 3, vilket innebär att vattnet flödar genom totalt 3 vattendrag innan det når havet efter 221 kilometer. Avrinningsområdet består mestadels av skog (88 procent). Avrinningsområdet har 0,54 kvadratkilometer vattenytor vilket ger det en sjöprocent på 8,2 procent.